# 구로다역 (아이치현)
구로다역(일본어: 黒田駅)은 일본 아이치현 이치노미야시에 위치한 나고야 철도 나고야 본선의 철도역이다. 역 번호는 NH 54이며, 상대식 승강장 2면 2선의 구조를 갖춘 지상역이다.

## 타는 곳
| 1 | ■ 나고야 본선 | 하행 | 가사마쓰 · 기후방면                |  |
| 2 | ■ 나고야 본선 | 상행 | 이치노미야 · 스카구치 · 나고야방면 |  |

## 이용 현황
- 2013년 기준 : 2,128명

## 역 주변
- 이온 몰 기소가와
- JR 도카이 도카이도 본선 기소가와역
- 이치노미야 시립 기소가와 시민 병원

## 인접 역
| 나고야 철도 나고야 본선        | 나고야 철도 나고야 본선 | 나고야 철도 나고야 본선                |
| ------------------------------ | ----------------------- | -------------------------------------- |
| NH 53 신키소가와 도요하시 방면 | ■ 나고야 본선           | 기소가와즈쓰미 NH 55 메이테쓰기후 방면 |